# Sziklarajz

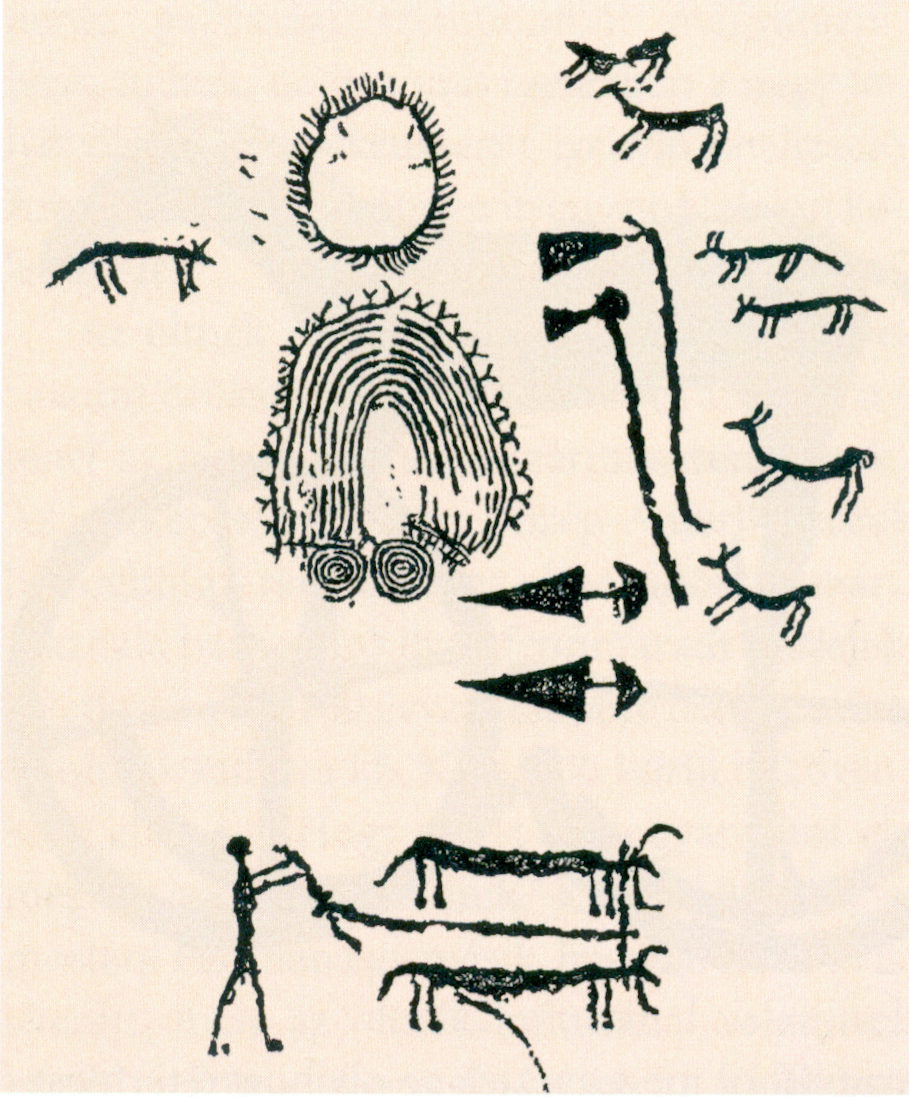
Az eke első ismert ábrázolása, sziklarajz rekonstrukciója a Camonica-völgyből

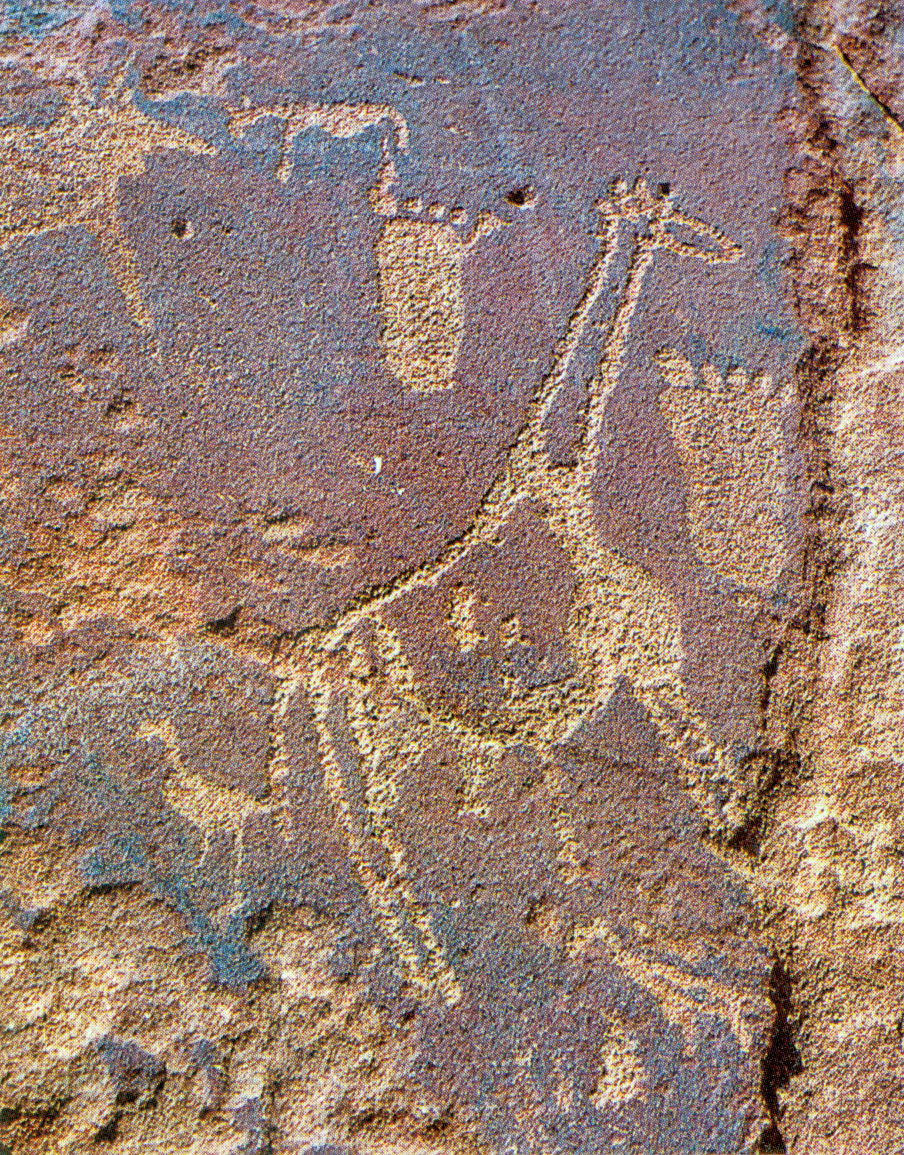
Sziklarajz a szaharai Taszilin-Ádzser hegységből

A sziklarajzok (latin eredetű kifejezéssel petroglifák) az emberi művészet legrégebbi fennmaradt alkotásai közé tartoznak, a világ számos pontján fellelhetők.
Az ember formálta kövek mindig árulkodnak készítőik koráról és kultúrájáról. Az egyiptomi hieroglifák megfejtésében kulcsfontosságú Rosette-i kőhöz hasonlóan sokat tudhatunk meg a múltról a babiloni királyok kősztéléiből, a skandináv rúnakövekből- és minden olyan régi szövegből, amelyet kőbe véstek a letűnt korok írástudói. Az efféle sziklák és kövek szó szerint mesélnek a múltról.

## Dél-afrikai sziklarajzok

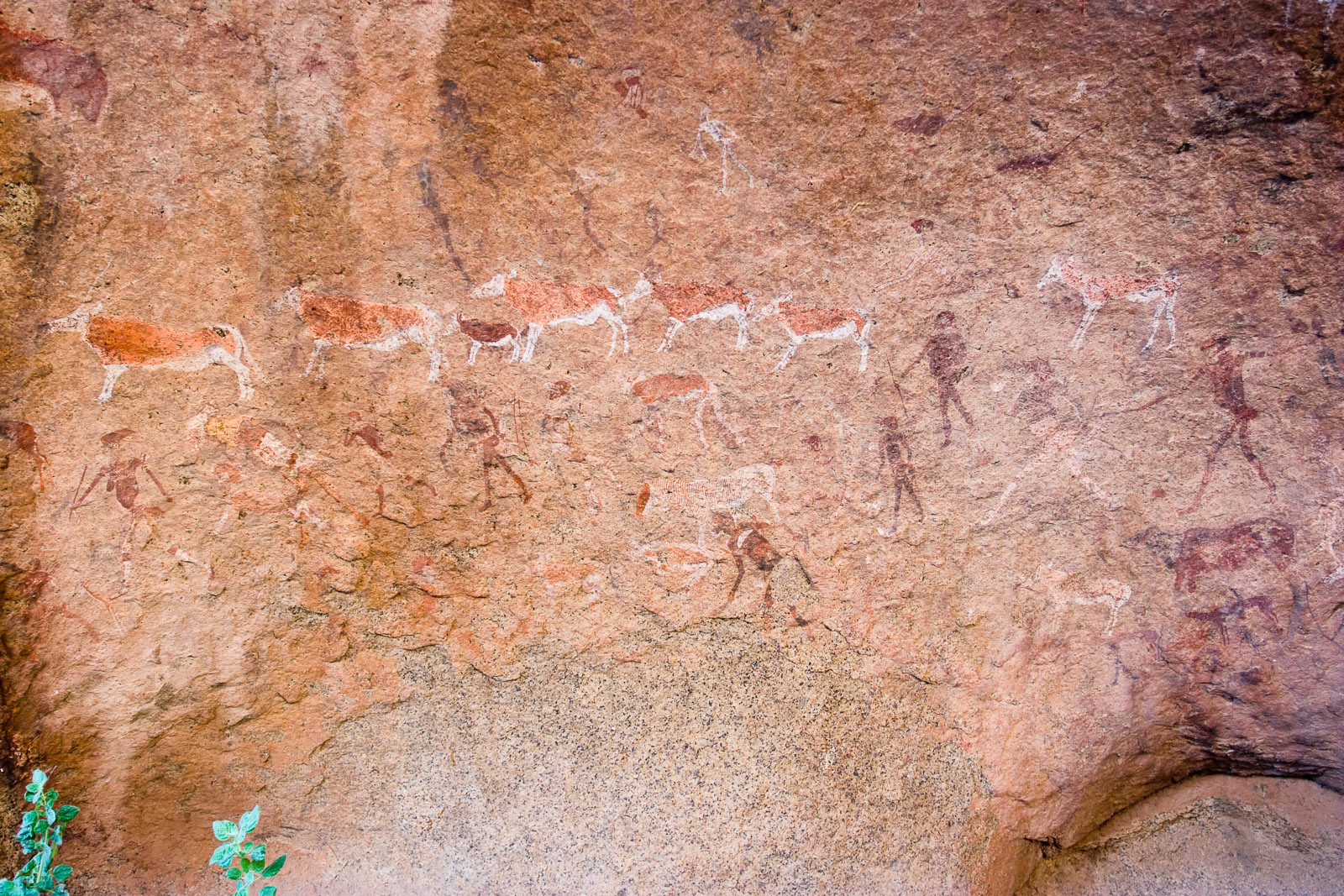
A titokzatos White Lady a Brandenberg rejtett kincse

Namíbiában több ezer éves sziklarajzok tanúskodnak arról, hogy a szanok vagy a busmanok már ősidők óta lakják e földet. Rengeteg rajz, véset található Twyfelfontein homokkő szikláin.
A sziklavésetek az egykori állatvilágot és az állatok lábnyomait örökítik meg. Voltak köztük fókák, elefántok, orrszarvúk. Ez a terület ma félsivatag.
A sivatag számos pontján talált rajzok, ott az egykori csapadékosabb időszakról tanúskodnak. A rajzok készítői a jól faragható homokkő sziklákon örökítették meg amit láttak és amilyen körülmények között éltek.
A kb. 2500 twyfelfonteini sziklaábrázolás különlegessége, hogy egyetlen helyen több korból is találhatók rajzok. Namíbia legmagasabb hegysége, a Brandberg gránitsziklái között lelhető fel az egyik legnevezetesebb sziklarajz, a White Lady – Fehér asszony. Kiderítették, hogy a fehér alak nem nő, hanem férfi, és nem fehér, hanem fekete.

## Szaharai sziklarajzok
Mintegy 8-10 ezer évvel ezelőtt a Szahara területén a mainál jóval barátságosabb éghajlat uralkodott. A fákkal tarkított tájon vadászó-gyűjtögető embercsoportok tanyáztak. A vadászok életmódjáról nem csak az elhagyott táborhelyeken talált csontdarabkák árulkodnak. A sivatag számos pontján sziklarajzok és sziklavésetek bizonyítják, hogy ezen a vidéken egykor elefántok, zsiráfok, oroszlánok, struccok stb. éltek.
Az algériai Tasszili-hegység sziklafestményeiről sokat megtudhatunk az őskori vadászokról: ruházatuk egy köténykéből állt, fegyverzetük azonban igen változatos volt. A vadászokat husánggal, íjjal, dárdával vagy egy nagyméretű villával ábrázolták. A festmények rendeltetéséről különböző elméletek születtek. Vannak, akik mitikus jelenetek ábrázolását, mások a vadászok sikerét befolyásoló mágikus alkotásokat, egy sámán hallucinációit látják bennük.
A Szaharában számos későbbi alkotással is találkozhatunk. A különböző korokban keletkezett képek különböző kultúrákról mesélnek. A gyakran egymásra festett alkotások közül nem nehéz elkülöníteni a szarvasmarhafélék pásztorainak korszakát, vagy a szekeres-lovas pásztornépek korát.
Az egyiptomi Uweinat-hegység és a Gilf Kebir egyes sziklarajzait neves Szahara-kutatónk, Almásy László fedezte fel.

## Skandináv sziklarajzok
A svédországi Tanum sziklarajzaiból sok mindent megtudhatunk a bronzkori Európáról. A képek a kultikus szertartások mellett főleg harci- és vadászjeleneteket örökítenek meg, és igen jó képet adnak a kor fegyvereiről, szerszámairól és ékszereiről is. A sziklarajzokon ábrázolt eszközöket a régészek összehasonlították az ásatásokon előkerült tárgyakkal. Így kiderült, hogy a rajzok nagy valószínűséggel i. e. 1800 és i. e. 500 között keletkeztek. A rajzok alapjául szolgáló gránittömböket a jégkorszak végén visszahúzódó jégtakaró laposra csiszolta, kiváló felületet nyújtva a bronzkori művészek számára. A kemény gránit megmunkálása igen aprólékos munkát igényelt. Egyes vésetek mindössze 1 milliméter mélyek, mások 30-40 milliméterre is behatolnak a sziklába. A rajzok bizonyítják, hogy Észak-Európa bronzkori lakói meglehetősen fejlett technikával rendelkeztek. A halászathoz hálót, a vadászathoz bonyolult csapdákat használtak. 
A sziklarajzokat a 18. század végén fedezték fel. A mindennapi életet ábrázoló jelenetek mellett számos nehezen értelmezhető kép található: eltorzított testű emberek és állatok, csonka végtagok és különös szimbólumok. Ezek azt jelzik, hogy a bronzkori művészek nem csupán a valóság ábrázolását tekintették feladatuknak. Egyes értelmezések szerint a képek kultikus szertartások segédeszközei voltak. Írásos emlékek híján Tanum bronzkori műalkotásainak célját illetően csak találgatásokba bocsátkozhatunk.

## Amerikai sziklarajzok
A Kaliforniai-félsziget sziklafestményei és a perui Toro Muerto vésetei Amerika leghíresebb ősi műalkotásai közé tartoznak. A Kaliforniai-félszigeten található Sierra de San Francisco sziklafestményeiről a helyi indiánok azt mesélték az első misszionáriusoknak, hogy a képeket a sziklák között élő óriások festették. A száraz, sivatagos területen jól megmaradtak a rajzok. Készítőikről a régészeknek csak annyit sikerült kideríteniük, hogy körülbelül 6-7 ezer évvel ezelőtt éltek, és jól ismerték a térség állatait. A hatalmas, fekete és vörös, ritkábban fehér és sárga színű képek festési technikája meglepően fejlett. A festékek őrölt vulkanikus kőzetekből készültek, és a gondosan kidolgozott körvonalak, az alapozás és az árnyékolás révén igazán plasztikus hatást keltenek. Az alkotók céljairól csak találgatásokba bocsátkozhatunk: nem könnyű kitalálni, hogy mire gondoltak, mikor még azt sem tudjuk, hogy kik voltak a festmények készítői. 
A perui Toro Muerto sziklavéseteiről szintén nem sokat tudunk. A legelfogadottabb vélekedés szerint az ábrákat a lámakaravánokkal utazó kereskedők vésték a sziklákba utazásaik során. Erre is csak néprajzi analógiák alapján lehet következtetni – a lámakaravánokat kísérő indiánok a mai napig különös szertartásokat végeznek. A Toro Muerto a világ leggazdagabb lelőhelyei közé tartozik. A vésetek ma már elég rossz állapotban vannak.

## Ausztráliai sziklarajzok
Az ausztrál őslakók kultúrájának sokszínűségét jól tükrözi a sziklaművészet lenyűgöző gazdagsága. Más kontinensek sziklafestményeivel ellentétben az ausztrál sziklaművészetről igen sokat tudunk: az őslakók gyakorolják hagyományaikat.
A legrégebbi alkotások leginkább absztrakt, geometrikus formákból állnak, míg a későbbi rajzokon és festményeken egyre gyakoribbak az embereket, állatokat és növényeket megjelenítő figuratív ábrázolások. Az őslakók művészete nem tűnt el: új alapanyagokkal, új felületeken ma már modern művészek is gyakorolják az ősi művészetet. Az egyes szimbólumok jelentése, és az ábrázolások különböző formáinak okai sok esetben nem csak egyszerűen kideríthetőek, hanem egy élő kulturális rendszer szerves részét képezik. A művészi kifejezésmód elválaszthatatlanul kötődik az őslakók spirituális életéhez. A sziklafestmények többsége alkotóik vallási elképzelését tükrözi, és még a legegyszerűbb alkotásaik is bonyolult mitológiai utalásokat tartalmaznak. 
Az ausztrál sziklaművészetben három általánosan használt stílust különböztetünk meg. Az úgynevezett „röntgen-stílus” megjeleníti az ábrázolt élőlények csontvázát és belső szerveit is. Más alkotások apró pontokból állnak össze egységes képpé. Végül igen gyakori a közvetlen másolás is – ezt a módszert leginkább az emberi kéz ábrázolásakor használják. 
A festmények elkészítéséhez a művészek igen változatos technikákat alkalmaznak. A festékek alapanyagait többnyire vízzel vagy nyállal keverik, a kész festéket egyszerű ecsettel, bottal, vagy puszta kézzel viszik fel a sziklákra. Egyes művészek összeszorított ajkaikon keresztül fújják a falra a festéket, ezzel a festékszóróhoz hasonló hatást érnek el.